# Retrato de un clérigo (miniatura)
El Retrato de un clérigo es una miniatura pintada al óleo atribuida por algunos autores al Greco. Es una de las pocas obras en este formato generalmente incluidas en el corpus pictórico de este artista, y conforma el número X-201 en el catálogo razonado realizado por el profesor e historiador del arte Harold Wethey.

## El personaje
Se desconoce la identidad del clérigo retratado. En algunas publicaciones se le identifica con Diego de Covarrubias. Aunque no existe documentación fiable para esta identificación, cabe señalar el parecido del personaje con el del Retrato de Diego de Covarrubias. Este teólogo, jurista y político falleció el mismo año en que llegó el Greco a Toledo. Este pintor compuso dicho cuadro según otro de otro pintor que —lógicamente— debió realizarlo en una fecha anterior.

## Análisis de la obra
- Madrid, Museo Lázaro Galdiano;
- Miniatura pintada al óleo, sobre papel;
- Dimensiones: 20 x 15 cm;
- No está firmado.

Mayer y Camón Aznar admiten la autoría del Greco. También Ezquerra del Bayo publicó este naipe en la Exposición de la miniatura-retrato en España: catálogo general ilustrado (1916), considerándolo una obra del Greco, y dándole el título de "retrato de Covarrubias". Wethey duda de la autenticidad de esta obra, que asigna a la escuela española de finales del siglo XVI.